# Przedwarężyn
Przedwarężyn est une localité polonaise de la gmina de Siewierz, située dans le powiat de Będzin en voïvodie de Silésie.